# Buchałów (przystanek kolejowy)
Buchałów – przystanek kolejowy w Buchałowie, w woj. lubuskim, w Polsce.

## Wymiana pasażerska
| Rok  | Wymiana pasażerska na dobę |
| ---- | -------------------------- |
| 2017 | 0-9                        |
| 2022 | 10-19                      |